# Richelieu (Fernsehserie)
Richelieu ist eine von der Telecip Paris produzierte Fernsehserie, die am 13. Oktober 1977 erstmals ausgestrahlt und in Frankreich und Deutschland gesendet wurde. Sie schildert, nach der gleichnamigen Biographie (Paris, 1967) von Philippe Erlanger, das Leben des französischen Kardinals und Staatsmanns. Die von Jean-François Chiappe und Regisseur Jean-Pierre Decourt geschriebene Serie hält sich bei aller spannenden Dramatik trotzdem treu an die historischen Fakten.

## Episodenführer

### 1. Der Aufbruch des Falken(L’Envol du Hobereau)(1590–1616)
Der am 9. September 1585 geborene Armand-Jean du Plessis wächst nach dem frühen Tod seines Vaters (1590) als kränklicher Knabe bei seiner Mutter, Suzanne de la Porte, auf Schloss Richelieu in der armen Grafschaft Poitou auf. Frankreich wird zu dieser Zeit von Religionskriegen und Adelsrevolten zerrissen. Im Land herrschen Unsicherheit und Anarchie, und marodierende Banden ziehen mordend und brandschatzend durch die Gegend. Schon früh zeigen sich bei Armand-Jean neben seiner Kränklichkeit und Übersensibilität eine rasche Auffassungsgabe und wache Intelligenz, weshalb ihn seine Mutter mit neun Jahren nach Paris schickt, wo er im Collège de Navarre, der exklusivsten aber auch strengsten Bildungsstätte der damaligen Zeit, erzogen wird. Der junge Armand-Jean lernt dort neben Grammatik, Logik und Theologie auch Latein, Griechisch und Hebräisch.
Zu dieser Zeit hat der legendäre und volksnahe König Heinrich IV. – ein zum Katholizismus konvertierter Hugenotte, dem bereits Richelieus Vater, Francois du Plessis, gedient hatte – Frankreich endlich Frieden und einen gewissen Wohlstand gebracht. Heinrich schickt seinen Großstallmeister, den Herzog von Bellegarde, zum reichen Großherzog der Toskana, Ferdinando I. de’ Medici, nach Florenz, um dort für den König um die Hand von dessen Nichte Maria de’ Medici anzuhalten – eine Heirat aus rein finanziellen Erwägungen. Mit der herrschsüchtigen Maria hat Heinrich 2 überlebende Söhne – Ludwig und Gaston – und drei Töchter.
Währenddessen vervollständigt der junge Richelieu seine Ausbildung als Edelmann und Kavalier an der Akademie des Monsieur de Pluvinel. Dort lernt er auch Pluvinels ehemaligen Schüler, den später als Père Joseph bekannten François du Tremblay kennen, der beschlossen hat, dem Kapuzinerorden beizutreten. Richelieu selbst strebt eine militärische Karriere an, wird aber im Sommer 1607 von seiner Mutter ins heimatliche Poitou gerufen, da sein jüngerer Bruder Alphonse nicht – wie ursprünglich vorgesehen – das der Familie seit Generationen zustehende einträgliche Bischofsamt von Luçon übernehmen, sondern stattdessen Kartäusermönch werden will. Kurzerhand entschließt sich Richelieu, einzuspringen und selbst Bischof zu werden. In hektischer Eile absolviert er ein Theologiestudium. Um den für einen erst 21-jährigen Mann unerlässlichen Dispens zu erhalten, reist er vorher nach Rom, wo er Papst Pius V. mit seinem Wissen und seinem phänomenalen Gedächtnis beeindruckt (er hat eine Predigt nach einmaligem Hören wortwörtlich wiederholen können und über dasselbe Thema eine neue Predigt improvisiert). Richelieu gesteht dem Heiligen Vater überdies, dass er in seiner Ungeduld, in den Dienst der Kirche zu treten, ein gefälschtes Taufzeugnis eingereicht hat, in dem er sich um ein paar Jahre älter gemacht hat. Der Papst, eingewickelt von diesem diplomatisch geschickten Geständnis, verzeiht ihm die Urkundenfälschung und prophezeit ihm: „Ihr Aufstieg wird steil sein, und Sie werden ein großer Schurke werden!“
Nach seinem Theologie-Doktorat ist Richelieu wieder am Hof Heinrichs IV., wo ihm allerdings aufgrund des hartnäckigen Widerstands der Höflinge und Karrieremacher eine Karriere versagt bleibt. Er glaubt sein Genie verkannt, verfällt in Depressionen und beschließt, „lieber Erster in Luçon als ein drittklassiger Höfling in Paris“ zu sein. Wieder im Poitou übernimmt er tatkräftig die Leitung seiner Diözese und verweist die dortigen Domherren in ihre Schranken. In der Kathedrale ermahnt er die Gläubigen, der Obrigkeit Gehorsam zu leisten, um so die Ordnung im Reich wiederherzustellen. Unermüdlich widmet er sich mehrere Jahre seinen geistigen Studien und kümmert sich um die Erneuerung der Seelsorge in seiner Diözese – der ärmsten in ganz Frankreich, in der viele dem reformierten Glauben der Hugenotten anhängen. Er eilt von Dorf zu Dorf, um jedem, der des Trostes bedarf, seinen priesterlichen Beistand zu gewähren und seinen Priestern ein gutes Beispiel zu geben. So bewahrt er viele Katholiken vom Glaubensabfall, hadert aber andererseits mit seiner miserablen finanziellen Lage.
Richelieu will sein Glück erzwingen und kehrt wieder an den Hof in Paris zurück. Er wird beim König vorstellig, der sich über die Eitelkeit und Machtgier seiner Gemahlin, Maria de’ Medici, ereifert, die ihm ihre Krönung zur Königin aufgezwungen hat. Heinrich vertraut dem Bischof von Luçon an, dass er beabsichtigt, drei Tage nach der Krönung zu einem Feldzug nach Brüssel aufzubrechen, um das Heilige Römische Reich anzugreifen und die tödliche Umklammerung Frankreichs durch das Haus Habsburg in Spanien vom Süden, in den Niederlanden vom Norden und durch das Reich vom Osten zu durchbrechen. Sein Ziel ist ein großer, von Frankreich geleiteter „Völkerbund“. Aber bereits einen Tag nach Marias Krönung – am 14. April 1610 – macht der religiöse Fanatiker François Ravaillac mit drei tödlichen Messerstichen diesen hochfahrenden Plänen Heinrichs IV. ein Ende, dessen Werk der Einigung und Erneuerung damit jäh unterbrochen wird. Statt Heinrichs unmündigem Sohn Ludwig übernimmt seine Witwe Maria de’ Medici die Regentschaft, und alles verfällt dem Missbrauch und der Korruption, wird der Staat bis ins Mark von Günstlingswirtschaft und Verschwendung erschüttert. An der Spitze der neuen Kamarilla steht jetzt der skrupellose Concino Concini, ein ehemaliger Croupier, den Maria aus Florenz mitgebracht hatte und den sie bald zum Marschall von Frankreich ernennt.
Richelieu ist wieder in Luçon – ungeduldig, besorgt über die Missstände im Staat und davon überzeugt, dass er diese Aufgabe besser erledigen könnte. Die Ordnung in Frankreich ist wieder dahin, die Straßen sind wieder unsicher. Richelieu ist überzeugt: Ohne Ordnung gibt es keine Gerechtigkeit. Da erhält er überraschend Besuch von François du Tremblay – nunmehr Père Joseph, Prior der Kapuziner und fanatischer Prediger des Kreuzzugs gegen die Hugenotten. Da die Königin die Gelder der Kriegskasse an den Feudaladel verschwendet hat, müssen zur Bewilligung neuer Finanzen die Generalstände einberufen werden. Richelieu will als Delegierter seiner Diözese kandidieren und gegen die Schwächung der königlichen Macht auftreten. Père Joseph gelobt, ihn dabei zu unterstützen, „groß und mächtig zu werden.“ Als Delegierter hält Richelieu in der Schlusssitzung im Februar 1615 seine erste Rede, die trotz ihrer überwältigenden Rhetorik vom Adel zwiespältig aufgenommen wird – Concini lästert über sein „Geschwätz“, während die Regentin Maria de’ Medici recht beeindruckt scheint.
Die korrupte Gattin Concinis und „Milchschwester“ der Königin, Leonora Galigai, die über sämtliche Posten, Ämter und Pensionen bei Hofe verfügt, wird für Maria de’ Medici zur unentbehrlichen Beraterin. Mit ihr halten Geisterbeschwörer, Astrologen, Intriganten und Quacksalber Einzug in den Louvre. Als sich die Regentin bei Leonora über die angespannte finanzielle Lage des Hofs beklagt, empfiehlt ihr die Galigai Richelieu als Berater, und die Königin greift den Vorschlag auf. Kurze Zeit später wird der Bischof von Luçon Beichtvater der Königin und zum Staatssekretär ernannt und übersiedelt nun endgültig nach Paris. Mit einem Bibelzitat, das er seiner Dissertation als Motto vorangestellt hat, verleiht er seiner Freude über diese Ernennung Ausdruck: „Quis erit similis mihi? – Wer wird mir gleichen?“

### 2. Ein Bischof in der Hölle(Un Évêque en Enfer)(1616–1624)
Nach seiner Ernennung zum Staatssekretär und zum Beichtvater der Königin trifft Richelieu wieder auf Père Joseph, der gerade aus Italien zurückgekehrt ist und nun Berater der Regentin ist. Im Staatsrat wird Richelieu mit der habsburgfreundlichen Politik Concinis und Maria de’ Medicis konfrontiert, während in Frankreich Aufstände des Adels und der Hugenotten wüten und der junge König Ludwig XIII. von seiner Mutter und ihrem Günstling Concini wie ein unmündiges Kind behandelt, gedemütigt und von den Staatsgeschäften ferngehalten wird. Der schüchterne Ludwig liebt einzig die Jagd und verschießt sich vor seiner Umwelt noch mehr, als er mit der spanischen Infantin Anna von Österreich verheiratet wird. Er vertraut nur seinem Falkner Luynes, dem Gardehauptmann Vitry und dem listigen Finanzsekretär Guichard Déageant. In dieser Situation schlägt Richelieu der Königin und Concini ein gewagtes Spiel vor: Maria de’ Medici soll ihrem Sohn Ludwig ihren Rücktritt als Regentin anbieten. Nimmt dieser ihn an, so könne er leicht als unfähig zum Regieren erklärt werden, und die Macht der Regentin und Concinis wäre gefestigt. Lehnt er aber ab, so wäre das Ergebnis dasselbe. Ludwig lehnt – wie erwartet – den Rücktritt seiner Mutter ab, was wiederum die Clique um den jungen König sehr verärgert. Auch Ludwig selbst hadert mit seiner Machtlosigkeit. Er leidet unter der Lieblosigkeit seiner Mutter und ihrer Günstlingswirtschaft und trauert den Zeiten nach, als Heinrich IV. noch lebte. Er misstraut der Kamarilla um seine Mutter, die er auch der Ermordung seines Vaters verdächtigt. Richelieu weiß um den Hass des Königs wie auch des Volkes auf Concini und rät Maria de’ Medici, ihren Favoriten fallenzulassen. Währenddessen beschließen Vitry, Déageant und Luynes gemeinsam mit dem König den Sturz Concinis – und notfalls seinen Tod. Richelieu, der Déageant insgeheim versichert hat, ihn über alles, was im Staatsrat beschlossen wird, zu unterrichten, wird in der Nacht vor dem Anschlag in einem anonymen Brief darüber informiert. Am nächsten Morgen, dem 24. April 1617, wird Concini auf dem Weg in den Louvre von Vitry und anderen Verschwörern angehalten und, als er sich seiner Verhaftung widersetzen will, erschossen.
In dieser Situation rät Richelieu der verzweifelten Maria de’ Medici, sich mit der Clique um ihren Sohn zu einigen und ihren Rückzug in die Provinz anzubieten. In ihrer von Richelieu verfassten Ansprache an Ludwig appelliert sie als Mutter an ihren Sohn, und er gewährt ihr ein ehrenhaftes Exil im Schloss Blois an der Loire. Leonora Galigai, die intrigante Favoritin der Königin, wird hingerichtet. Um den neuen Machthabern um den König gefällig zu sein, begleitet Richelieu die Königinmutter zunächst nach Blois, um sie unter Kontrolle zu halten. Nachdem sie von dort aus erneut einen Aufstand anzuzetteln versucht, wird Richelieu vom König, der ihn nach wie vor hasst, ins päpstliche Avignon verbannt. Da Maria de’ Medici aber weiterhin ihre Ränke gegen den König schmiedet, und die Vertrauten Ludwigs im Bischof von Luçon den einzigen sehen, der mäßigend auf die Königinmutter einwirken kann, gelingt es Père Joseph schließlich, auch den Widerstand des jungen Monarchen gegen eine Rückkehr Richelieus zu brechen. Dieser kehrt so nach einem Jahr Verbannung wieder als Beichtvater der Königin nach Paris zurück, kann eine Versöhnung zwischen Ludwig und seiner Mutter herbeiführen und hofft auf eine Rückkehr zur Macht. Aber Luynes, der Favorit des Königs, schanzt alle Ämter seinen eigenen Verwandten zu, was wiederum zu einer Rebellion des Adels führt. Im Juni 1620 schlägt der König die untereinander uneins gewordenen Aufständischen vernichtend. Maria de’ Medici muss fliehen, genauso ihre Berater – der Kardinal de Lavalette, Père Joseph und Richelieu. Luynes stirbt jedoch nach der Belagerung der Hugenottenfestung Montauban im Winter 1621, und König Ludwig, der eine starke Hand an seiner Seite braucht, gibt nicht nur seiner Mutter ihren Platz im Staatsrat zurück, sondern sie kann ihn auch dazu bringen, sich bei Papst Gregor XV. um einen Kardinalshut für ihren Beichtvater Richelieu einzusetzen, dem sie ihre neuerliche Versöhnung verdanken.
Indessen ist die finanzielle Lage Frankreichs weiterhin angespannt, und der Finanzminister, M. de la Vieuville, wird in dieser Situation von Maria de’ Medici auf Kosten des frischgebackenen Kardinals Richelieus ausgebootet, der Vieuville durch seine treffende und scharfe Kritik obendrein der Lächerlichkeit preisgibt. König Ludwig schätzt zwar den brillanten Verstand Richelieus, aber er mag ihn nach wie vor nicht. Auch bei seiner jungen Königin Anna findet er keinen Trost in seinen Zweifeln, ob er mit Richelieu den richtigen Ratgeber wählt. Trotzdem holt er den Kardinal am 29. April 1624 wieder in den Staatsrat und ernennt ihn am 13. August zum Ersten Minister Frankreichs. Bei seiner ersten Staatsratssitzung in seiner neuen Funktion wendet sich Richelieu an den König mit den Worten: „Sire! Frankreich muss so regiert werden, dass jeder erkennt, dass der König selbst die Geschicke seines Landes lenkt. Künftig werden die Dinge so gehandhabt, dass das Prinzip der Ordnung in allen Bereichen des Lebens herrscht.“

### 3. La Rochelle und die Liebe(L’Amour et La Rochelle)(1624–1628)
Richelieus vorrangiges Ziel als Erster Minister ist es, der Einkreisung Frankreichs durch Spanien und den Kaiser entgegenzutreten und Habsburg an allen Fronten in die Defensive zu drängen. Er sucht Kontakt zu allen protestantischen Ländern – den Kontrahenten spanischer Macht –, vor allem zu England. Deshalb betreibt er mit aller Energie die Heirat der Schwester Ludwigs XIII., Henriette-Marie, mit dem englischen Thronfolger Charles – und er hat Erfolg: Eines Tages erscheint der Favorit des gerade zum König gekrönten Charles I. , der Herzog von Buckingham, am Hofe, um Henriette nach London zu geleiten. Buckingham aber hat nur Augen für Anna, die schöne, vernachlässigte Gemahlin Ludwigs XIII. Maria de’ Medici ist als Tochter der Erzherzogin Johanna von Österreich hingegen entrüstet über Richelieus Feindseligkeit gegenüber den Habsburgern, und auch der König misstraut dem Kardinal noch immer. Da ist es für diesen sehr von Vorteil, dass seine Nichte Marie Madeleine Hofdame der Königinmutter ist und ihn so mit wichtigen Informationen versorgen kann.
Die Romanze Buckinghams mit Königin Anna, welche die beiden vor aller Augen darbieten, ist das Tagesgespräch des ganzen Landes, empört den rechtschaffenen Sinn der Franzosen und ist für König Ludwig Anlass zu bitterstem Ärger und tiefster Demütigung. Der Kardinal empfiehlt Ludwig XIII., in Zukunft jede Begegnung zwischen Buckingham und der Königin zu verhindern – nicht zuletzt aus politischen Gründen. Der König beschließt daher, dass bei der Begleitung Buckinghams bis Amiens Anna mit seiner Mutter in einer Kutsche bis Compiègne reist, während Henriette mit Buckingham einen anderen Weg nehmen wird. Während Anna bei ihrem letzten Tête-à-Tête Buckingham ihre Zuneigung gesteht, weist Richelieu den Premierminister Englands höflich aber bestimmt darauf hin, dass ein nochmaliger Besuch seinerseits in Paris nicht erwünscht sei, woraufhin Buckingham mit einer militärischen Intervention droht. Richelieu lässt sich kurz darauf zum Generalintendanten der Schifffahrt ernennen und gibt eine ganze Flotte in Auftrag. Nur so hätte Frankreich eine Chance, England in einem Krieg zu widerstehen, zumal die Entwicklung der französischen Handelsflotte den König von England beunruhigt, der an Frankreichs Küste einen Hafen erobern will, der sich nur zu leicht erobern ließe: La Rochelle.
Die Seefestung La Rochelle ist zu der Zeit die Hochburg der Hugenotten, die sich der katholischen Liga in einem fast hundertjährigen Kampf unbesiegbar widersetzt hatte. Stets hat diese blühende und von einem starken Gemeingefühl beherrschte Stadt, die dem König von Frankreich immer treu ergeben war, opponiert, wenn ihre religiöse und politische Freiheit angetastet wurde. Hauptursache eines neu ausbrechenden Konflikts zwischen den König und der Stadt aber ist das Fort Louis – eine Festung, die während der letzten Belagerung unmittelbar vor den Mauern von La Rochelle errichtet worden war. Als sich der König nicht an die im Vertrag von Montpellier vom Oktober 1622 festgehaltene Bestimmung hält, diese Zwingburg zu beseitigen, bricht dieser schon lang schwelende Konflikt offen aus – die Ratsherren von La Rochelle sehen ihre Freiheit und das Recht auf ihre reformierte Religion bedroht.
Im Staatsrat zögert Richelieu, gegen La Rochelle zu ziehen, weil Frankreich seit Heinrich IV. mit den niederländischen Provinzen im Frieden lebt und beste Verbindungen zu den reformierten deutschen Fürsten unterhält und es die Freundschaft dieser Mächte zur Erhaltung des Gleichgewichts in Europa braucht. Anders als Maria de’ Medici will der Kardinal diese Bündnisse nicht durch einen Angriff auf La Rochelle aufs Spiel setzen und setzt daher auf defensives Handeln. Der König vermutet, dass Buckingham zunächst die Festung von Saint-Martin-de-Ré angreifen wird, den Schlüssel zur Verteidigung von La Rochelle, und betraut seinen Jugendfreund Toiras mit der Verteidigung dieser Festungsanlage. Am 27. Juni 1627 nützt Buckingham die zunehmenden Spannungen zwischen Ludwig XIII. und La Rochelle und sticht mit einer großen Flotte in See. Seine Ziele sind: La Rochelle – das Einfallstor Englands auf dem Kontinent – zu erobern, seinen Erzfeind Richelieu zu vernichten und sich, die Waffe in der Hand, den Weg zum Louvre und zu Königin Anna freizukämpfen. La Rochelle soll Englands neues Calais werden, das über zweihundert Jahre lang englisch beherrscht war. Buckinghams 6900 Soldaten und 500 Reitern auf 90 Schiffen stehen Toiras’ nur 200 Mann Fußvolk und 700 Reiter gegenüber. Buckingham hofft, dass – sobald er die vor La Rochelle liegende Insel Ré mit ihrer Festung erobert hat – sich die Einwohner von La Rochelle und alle Reformierten Frankreichs erheben und an seiner Seite in den Krieg ziehen werden. Ludwig XIII. weigert sich indes weiterhin, Fort Louis schleifen zu lassen – obwohl die deutschen Protestanten und der König von Schweden ihm einen Angriff auf La Rochelle sehr übel nehmen würden. Maria de’ Medici wiederum versteht Richelieus Strategie nicht, den reformierten Glauben in Frankreich auszurotten, indem er ihn außerhalb der Grenzen toleriert, um so keine fremde Einmischung in die Angelegenheiten Frankreichs zu riskieren.
Toiras muss bald der feindlichen Übermacht auf der Insel Ré weichen und sich in das Fort Saint-Martin zurückziehen, wo er von Buckinghams Truppen belagert wird – obgleich sich die beiden Truppenführer gegenseitig in Courtoisie zu übertreffen suchen. Buckingham wiederum muss erst einen Sieg vorweisen, um in La Rochelle anerkannt zu werden, wo man sich noch abwartend verhält. Man sympathisiert zwar mit den Engländern, bewaffnet sich bis an die Zähne und mobilisiert alle wehrfähigen Männer, aber man verbleibt dennoch im Rahmen der angemessenen Loyalität gegenüber dem König von Frankreich und möchte jeden Konflikt mit der französischen Armee vermeiden. Mit Sorge aber beobachtet der Magistrat von La Rochelle, wie die Armee des Königs täglich verstärkt wird und einen eisernen Ring um die Stadt legt. Als der Herzog von Angoulême den Befehl gibt, das Fort Louis weiter zu befestigen, löst sich endlich die Spannung und das Fass kommt am 10. September 1627 zum Überlaufen: Die Kanoniere von La Rochelle schießen ohne Befehl drauflos, womit der Krieg beginnt. Der Stadtrat von La Rochelle erbittet von Buckingham zur Unterstützung eine Garnison von 2000 Mann, beschließt, ab sofort eigene Münzen zu prägen, bekundet aber nichtsdestotrotz noch einmal seine unverbrüchliche Treue gegenüber der Krone von Frankreich.
Richelieu hat nur auf die Kanonade vom 10. September gewartet, denn nun steht La Rochelle als die Seite da, die mit den Feindseligkeiten begonnen hat. Ab jetzt hat er nur noch ein Ziel: La Rochelle, das Zentrum der hugenottischen Rebellion, wieder in die Hände seines Königs zurückzugeben. Richelieu und Ludwig XIII. brechen sofort auf, während Maria de’ Medici für die Zeit der Abwesenheit des Königs von Paris wieder die Regentschaft übernimmt, da Anna von Österreich für diese Aufgabe nicht zuletzt angesichts ihrer Gefühle für Buckingham nicht in Frage kommt. Ludwig und Richelieu übernehmen höchstpersönlich den Oberbefehl über die Belagerung von La Rochelle und der König beginnt langsam, Vertrauen zu seinem Ersten Minister zu gewinnen. Währenddessen hat es ein Soldat geschafft, sich schwimmend vom Fort St. Martin ins königliche Lager zu retten und informiert den König und Richelieu, dass, wenn St. Martin nicht binnen fünf Tagen Hilfe bekommt, sich Toiras wegen Mangels an Munition und Proviant ergeben müsse. Daraufhin unterbreitet Richelieu seiner Majestät einen Plan, wie St. Martin befreit werden kann: Am Abend des 7. Oktober durchbricht eine französische Flottille die Blockade vor der Insel Ré und rettet in einem tollkühnen Handstreich die Besatzung des Fort St. Martin vor dem sicheren Hungertod. Die Soldaten können sich wieder satt essen und fassen neuen Siegeswillen.
Zu Beginn des Winters verschlechtert sich die Lage der eingeschlossenen Festung La Rochelle. Mutlosigkeit und Verzagtheit machen sich unter der Bevölkerung breit – vor allem, als Buckinghams Armee Anfang November von der Insel Ré vertrieben wird und geschlagen nach England zurücksegelt –, wenngleich die Stadtherren noch die Hoffnung verbreiten, dass die Engländer nur aufrüsten wollten und dann mit vielen Schiffen zu ihrer Befreiung zurückkehren würden. Im Auftrag Ludwigs XIII. lässt Richelieu indes über seine Nichte Anna von Österreich die Bitte überbringen, ihren Einfluss auf Buckingham dazu zu benützen, ihn von einem nochmaligen Versuch, La Rochelle einzunehmen, abzubringen, was diese jedoch ablehnt.
Buckingham bereut nun, zu lange mit seinem Angriff gezögert zu haben. Aber noch ehe seine Flotte im Frühjahr 1628 erneut vor La Rochelle erscheint, um die ausgehungerte Stadt zu entsetzen, sind Richelieu und sein König ihrem Widersacher schon wieder um einen Zug voraus: Um den Engländern jeglichen Zugang zur Bucht zu verwehren und um La Rochelle vom Meer her abzuriegeln, lassen sie einen gewaltigen Wehrdamm quer über die Meerenge bis zum Fort Louis bauen, und um den Damm gegen Stürme abzusichern, wird er mit den Planken der abgewrackten ältesten französischen Kriegsschiffe verstärkt. In dieser verzweifelten Lage schlägt Admiral Guitton in La Rochelle vor, einen Attentäter für einen Mordanschlag auf den Kardinal zu dingen, doch dieser Plan wird wieder verworfen.
Indessen reist der König wieder nach Paris, um neues Geld für die hohen Belagerungskosten zu beschaffen und überlässt Richelieu, der mittlerweile sein volles Vertrauen genießt, den alleinigen Oberbefehl. Der Kardinal veräußert sogar seine persönlichen Wertgegenstände, um die königlichen Truppen zu versorgen, ist aber betrübt darüber, dass dies alles nur dazu geschieht, um ein paar Fanatiker, die er lieber überzeugen würde, auszuhungern. Während in La Rochelle Admiral Guitton zum neuen Bürgermeister gewählt wird, kritisiert in Paris Maria de’ Medici ihren einstigen Protegé Richelieu beim König, indem sie ihm Tatenlosigkeit bei der Belagerung vorwirft. Ludwig ist darüber aber nur verärgert. Gegenüber ihrer Schwiegertochter Anna bemerkt Maria überdies, dass sich Richelieu ihrer selbst genauso bedient habe wie Buckingham der jungen Königin von Frankreich – beide Männer hätten dabei aber immer nur die Macht im Auge.
In dieser kritischen Situation wird Buckingham am 23. August 1628 in Portsmouth von dem fanatischen Puritaner John Felton erstochen. Aber so sehr dieser Tod Richelieu entgegenkommt, so sehr erscheint er ihm als Warnung: „Wer sehr weit oben steht, der stürzt auch sehr tief.“ Ein Abgesandter des Rats von La Rochelle fordert kurz darauf als Bedingungen für eine Kapitulation die Autonomie der Stadt, die Beibehaltung aller Rechte und unbeschränkten Handel. Richelieu ist bereit, über die zwei letztgenannten Bedingungen zu verhandeln, lehnt aber jegliche Autonomie ab. Ein Tambur marschiert wie vereinbart unter Trommelwirbel auf die Stadtmauer zu, um die Verhandlungsbereitschaft des Kardinals zu verkünden, wird aber von einem ungestümen Schützen auf der Mauer erschossen. Der fanatische Bürgermeister, Admiral Guitton, ist darüber zunächst höchst erfreut, weil dadurch ein „fauler Kompromiss“ vermieden worden sei. Aber auch die inzwischen eingetroffene schwache englische Flotte von Lord Lindsey kann der Stadt nicht helfen, deren Lage immer aussichtsloser wird. Der Hunger in La Rochelle ist schließlich stärker als aller religiöser Eifer und aller Widerstandswille. Am Ende bricht sogar der Mut des eisernen Bürgermeisters Guitton, der am 27. Oktober 1628 kapituliert – nach fast einjähriger Belagerung, als nur noch ein Fünftel der Bevölkerung am Leben ist –, und Richelieu kann dem König die bedingungslose Kapitulation von La Rochelle übergeben. Ludwig XIII. will die Stadt für ihre Rebellion streng bestrafen, aber der Kardinal appelliert an seine Güte, Weisheit und Gerechtigkeit und erinnert ihn daran, dass die Bürger von La Rochelle nie aufgehört hätten, sich als Untertanen des Königs von Frankreich zu fühlen – welche größere Ehre könne es für den König geben, als dass die Stadt zum wahren Glauben zurückkehrt und auf die Autonomie, die ihr der Vertrag von Montpellier zusichert, verzichtet? Daraufhin ordnet der König an, Brot für die Bevölkerung zu backen, um nicht in eine hungernde Stadt einziehen zu müssen, und äußert die Hoffnung, dass es dann in La Rochelle nur mehr brave Menschen geben werde.
Während Bürgermeister Guitton ins Gefängnis wandert, sind Richelieus Gedanken schon wieder weit weg von la Rochelle und der Weltpolitik zugewandt. In seinen Augen hat er nicht La Rochelle, sondern London besiegt und bewiesen, dass Frankreich eine große Nation sei – denn selbst die ketzerischen Bewohner von La Rochelle seien treue Untertanen ihres Königs, und darin bestehe die wahre Niederlage Englands, wo der König herrsche, wohingegen er in Frankreich regiere. So habe La Rochelle Frankreich geeinigt. Nur einen Tag nachdem Ludwig XIII. die besiegte Stadt verlassen hat, zertrümmert indes ein Sturm den von Richelieu erbauten Wehrdamm wie Spielzeug.

### 4. Der Skandal des Sankt Martinstags(L’Esclandre de la Saint Martin)(1628–1630)
Nach dem Sieg von La Rochelle kann sich Richelieu endlich der Außenpolitik zuwenden. Bald kommt es wegen der Erbfolge im Herzogtum Mantua zum Streit und schließlich zu einem erbitterten Erbfolgekrieg zwischen Frankreich, dem Kaiser und Karl Emanuel I., dem Herzog von Savoyen. Richelieu geht es in erster Linie um die Eroberung der beiden strategisch wichtigen Festungen Casale und Pinerolo und damit um die Unterbrechung der Verbindungslinien zwischen dem Heiligen Römischen Reich und den spanischen Besitzungen in Oberitalien. Mitten im siegreichen Vormarsch in Savoyen bricht in Oberitalien eine furchtbare Seuche aus. Die französischen Regimenter schmelzen bis auf ein Drittel zusammen. Während Richelieu all seine Kräfte aufbietet, um den militärischen und politischen Zusammenbruch zu verhindern, erkrankt König Ludwig XIII. im Sommer 1630 in seinem Hauptquartier mitten im Seuchengebiet an einem geheimnisvollen Leiden mit hohem Fieber. Obendrein hat sich, seit Richelieu Paris verlassen hat, in seinem Rücken wieder eine mächtige Fronde gebildet, zu der einflussreiche Kreise des Adels wie der Großsiegelbewahrer Michel de Marillac und dessen Bruder Jean-Louis de Marillac, der Marschall von Frankreich, gehören. Sie alle wollen Richelieu die Schuld am Krieg und der dadurch mitverursachten Verelendung des Volkes in die Schuhe schieben. Das eigentliche Haupt dieser Verschwörung ist jedoch die Königinmutter Maria de’ Medici, die in Vertretung des in seinem Feldlager erkrankten Ludwig den Staatsrat im Louvre leitet und sich bei den Sitzungen über Richelieus Politik entrüstet, zu dessen erbitterten Feindin sie inzwischen geworden ist, da sie ihm seine Erfolge neidet und seine antispanische Politik nie verziehen hat. In dieser Situation kommt es zu einem ersten Zusammentreffen zwischen Richelieu und dem päpstlichen Legaten Giulio Mazarini, der dem Kardinal entgegen seinem Auftrag als Unterhändler des Papstes sein Verständnis und sogar seine insgeheime Zustimmung zu dessen Politik zum Ausdruck bringt. Richelieu kann noch nicht ahnen, dass dieser Italiener einst sein Nachfolger und als Kardinal Mazarin der mächtige Premierminister Ludwigs XIV. sein wird.
Am 22. September verschlechtert sich plötzlich der Zustand von Ludwig XIII. Im Haus von Richelieus Bruder Alphonse in Lyon liegt er im Beisein seiner Mutter und seiner Gemahlin mit hohem Fieber darnieder. Maria de’ Medici plant bereits, nach Ludwigs Tod ihren jüngeren Sohn Gaston mit Königin Anna zu vermählen, um die Beziehungen Frankreichs zum Haus Habsburg wieder zu verbessern, und den Kardinal Richelieu von d’Alincourt, Herzog von Villeroy verhaften zu lassen, während sich Großsiegelbewahrer Marillac gar anbietet, seine Eminenz eigenhändig zu töten. Richelieus Nichte Marie Madeleine fürchtet um dessen Leben, falls der König sterben sollte und bittet ihn, ins nahe päpstliche Avignon zu fliehen, aber ihr Onkel lehnt es ab, noch vor dem Tod seines Souveräns davonzulaufen.
Da bessert sich der Zustand des Königs plötzlich und völlig unerwartet wieder, nachdem zuvor ein Darmgeschwür aufgebrochen ist. Obwohl seine Mutter und seine Gemahlin sofort wieder versuchen, die Entlassung Richelieus zu erwirken, hält Ludwig XIII. am „besten Mann, den Frankreich je gehabt hat“, fest – zumindest solange, bis ein Vertrag mit Kaiser Ferdinand II. unterzeichnet ist. Mit diesem verhandeln bereits seit geraumer Zeit in Regensburg Père Joseph und der Sondergesandte Brûlart de Leon, um einerseits den Besitz der Eroberungen in Savoyen zu sichern und andererseits den Kaiser und die Kurfürsten auseinanderzubringen. Der Kaiser unterzeichnet den Vertrag unter folgenden Bedingungen: dass der König von Frankreich die Wahl seines Sohnes zu seinem Nachfolger durch die Kurfürsten nicht hintertreibt, und dass er fürderhin die reformierten Fürsten – und vor allem den Schwedenkönig Gustav II. Adolf – nicht mehr mit Geld unterstützt, um gegen ihn, den Kaiser, zu kämpfen. Père Joseph akzeptiert diese Bedingungen, verlangt aber im Gegenzug die Abberufung des mächtigen kaiserlichen Generalissimus Wallenstein. Der Kaiser sagt dies zu und verspricht außerdem, Spanien nicht zu Hilfe zu eilen und die französische Besetzung der Festungen Casale und Pinerolo zu akzeptieren. Insgeheim teilt Père Joseph jedoch seinem Kollegen Brûlart mit, dass er sich mit den Kurfürsten schon darauf geeinigt hat, dass diese Ferdinands Sohn nicht zu dessen Nachfolger wählen werden, außerdem mit Wallenstein bereits eine Vereinbarung hinsichtlich seines Rückzugs getroffen zu haben und den Schwedenkönig auf jeden Fall weiterhin finanziell zu unterstützen.
Nachdem Ludwig XIII. genesen und Richelieu durch die Wiedergewinnung des königlichen Vertrauens seine Position wieder gefestigt hat, reisen Père Joseph und Brûlart erneut nach Regensburg – diesmal im Bewusstsein ihrer Stärke und dass ihre Rechnungen aufgegangen sind und wissend, dass dem Kaiser nichts anderes übrig bleibt, als Frieden zu schließen. Ferdinand II. verlangt als Bedingung erneut, dass sich Ludwig XIII. ausdrücklich verpflichtet, den Schwedenkönig wie auch die reformierten deutschen Fürsten weder mit Geld noch mit Waffenlieferungen zu unterstützen. Père Joseph unterzeichnet den Vertrag zwar, weist den Kaiser aber darauf hin, dass dieser erst dann rechtsgültig ist, wenn er vom König und vom Staatsrat unterzeichnet ist. Im Staatsrat aber ist Richelieu gegen die Unterzeichnung des Vertrags, weil Frankreich im Gegenzug für Casale, Pinerolo und Susa im Piemont sowie dem Anspruch auf Mantua Savoyen preisgeben und seine Bündnisse mit Schweden und den deutschen Reformierten brechen müsste. Gegen den Vorwurf des Großsiegelbewahrers Michel de Marillac, die Kosten für deren finanzielle Unterstützung und die sonstigen Kriegsausgaben hätten nur Not und Elend über das Land gebracht, führt Richelieu die Sicherheit Frankreichs ins Treffen. Überraschend für alle unterstützt Maria de’ Medici Richelieus Standpunkt, worauf der König beschließt, den Vertrag von Regensburg nicht zu unterzeichnen, hingegen das von Signore Mazarini entworfene Abkommen bezüglich Casale und Pinerolo zwar zu akzeptieren, aber keinen Friedensvertrag zu schließen, sondern auf neuen Verhandlungen zu bestehen.
In der Kutsche auf dem Rückweg nach Paris antwortet Maria de’ Medici auf Richelieus Frage nach dem Grund für ihre Unterstützung im Rat, dass sie seine Meinung teile, wenngleich sie ihn selbst als Person nicht mehr schätze, da er sich von ihr entfernt habe – was er jedoch leugnet. Maria heuchelt ihm sehnsüchtige Zuneigung vor, und als der König nach der Rückkehr in den im Umbau befindlichen Louvre Richelieu nach seinem Einvernehmen mit der Königinmutter fragt, meint dieser, es bestehe wieder völlige Harmonie. Ludwig XIII. irritiert ihn jedoch mit seiner Antwort: „Sie täuschen sich, Eminenz.“ Und tatsächlich ereifert sich Maria de’ Medici gegenüber Michel de Marillac über die Niedertracht und Machtgier des Kardinals, der ihr alles verdanke. Sie wirft ihm vor, seine Nichte Marie Madeleine – die ihr als Hofdame aufgezwungen worden sei – mit ihrem jüngeren Sohn Gaston vermählen zu wollen und beschließt, am darauffolgenden Sankt Martinstag Unpässlichkeit vorzutäuschen, um Richelieu nicht empfangen zu müssen.
Als sich der König am nächsten Tag ins Palais du Luxembourg, die Residenz seiner Mutter, begibt, um sich nach ihrem Befinden zu erkundigen, versucht sie erneut, ihren Sohn dazu zu bringen, seinen Ersten Minister zu entlassen und als kurz darauf Marie Madeleine das Zimmer betritt beginnt sie diese auf das Wüsteste zu beschimpfen und wirft sie hinaus. Nun betritt auch Richelieu das Palais du Luxembourg, wo er zuerst auf Marillac trifft, der zuvor einen Besuch bei ihm unter dem Vorwand, krank zu sein, abgesagt hatte. Der so bereits vorgewarnte Kardinal trifft kurz darauf auf seine völlig fassungslose Nichte, die ihm vom skandalösen Benehmen der Königinmutter und von ihrem Rauswurf berichtet. Richelieu beruhigt sie und schickt sie nach Hause, dann gelangt er durch einen geheimen Gang (er hat zum Glück einst den Bau des Palais bis ins kleinste Detail verfolgt und kennt es daher genau) direkt ins Zimmer von Maria de’ Medici, wo er sie und den König antrifft. Maria beginnt nun auch den Kardinal heftig und unflätig zu beschimpfen, während Richelieu demütig und mit Tränen in den Augen vor ihr kniet und sie um Vergebung bittet. Ludwig fühlt sich und die Würde der Krone durch das ausfallende Benehmen seiner Mutter zutiefst und auf das Peinlichste beleidigt. Als ihn Maria vor die Wahl stellt, sich zwischen seinem Ersten Minister und ihr zu entscheiden und Richelieu daraufhin den König ergebenst um seine Entlassung ersucht, schickt ihn Ludwig XIII. hinaus und verlässt, peinlich berührt, nach ihm ebenfalls seine sich schon als „Siegerin“ fühlende Mutter. Während der König gemeinsam mit Monsieur Saint-Simon nach Versailles aufbricht, hat seine Mutter Michel de Marillac, den Duc d‘ Epernon und alle ihre anderen Freunde ins Palais du Luxembourg eingeladen, um mit ihr gemeinsam ihren „Sieg“ über Richelieu zu feiern. Ludwig XIII. aber empfindet das Verhalten seiner Mutter als „die größte Schmach, die der Krone je zugefügt worden ist“ und als tiefste Beleidigung seiner Würde.
Richelieu sieht bereits seinen Sturz und seine anschließende Ermordung durch den Pöbel vor sich. Sein Diener Desbournais und seine Nichte packen in aller Eile ihre Habseligkeiten, um über Pontoise nach Le Havre zu fliehen. Da erscheint sein Freund, der Kardinal de Lavalette, versucht, ihn zu beruhigen und fordert ihn auf, zu bleiben, denn „Wer das Spiel aufgibt, verliert!“ Gleich darauf tritt der Comte de Tourville ein und überbringt Richelieu eine Botschaft des M. Saint-Simon, den König in Versailles zwecks einer klärenden Aussprache aufzusuchen. Angsterfüllt macht sich der Erste Minister auf den Weg. Kurz darauf überbringt M. Saint-Simon dem Großsiegelbewahrer Marillac inmitten der feiernden Gäste im Palais du Luxembourg ebenfalls den Befehl Ludwigs XIII., sich unverzüglich nach Versailles zu begeben. Marillac bricht auf im festen Glauben, vom König zum Premierminister ernannt zu werden. Er erlebt aber eine böse Überraschung, als seine Karosse von königlichen Musketieren angehalten wird und er die Siegel der Dauphiné, sowie von Navarra und Frankreich aushändigen muss, die zum König gebracht werden. Im Gegensatz dazu wird Richelieu vom König mit den Worten empfangen: „Eminenz, ich habe in Ihnen den treuesten und anhänglichsten Diener auf der Welt!“ Auf die Bitte des Kardinals, seinen Rücktritt anzunehmen, da er nicht Anlass für den Bruch zwischen dem König und seiner Mutter sein wolle, sagt Ludwig XIII.: „Ich bin dem Staat mehr verpflichtet als meiner Mutter. Bleiben Sie weiter mein treuer Diener, der Sie ja immer waren, und ich werde Sie nach besten Kräften vor den Intrigen Ihrer Feinde schützen.“ Währenddessen erhält der Herzog d’Epernon im Palais du Luxembourg in Gegenwart von Maria de’ Medici von einem Musketier den Befehl, Paris sofort zu verlassen. Die gleiche Order ereilt den Herzog von Bellegarde im Bad – nebst der Mitteilung, dass Marschall de Marillac am gleichen Morgen enthauptet worden ist. Dieser Tag geht als „Tag der Geprellten“ in die Geschichte ein.
Seiner Nichte Marie Madeleine und seinen Freunden Père Joseph und Lavalette erzählt Richelieu kurz darauf, dass er den König vergeblich um Milde für Marillac gebeten habe und dass Maria de’ Medici auf seine Empfehlung ins Exil in die Spanischen Niederlande zu ihrer Cousine, der Statthalterin Isabella abgereist ist. Père Joseph hingegen berichtet, dass Kaiser Ferdinand II. seit Beendigung der Feindseligkeiten mit Frankreich durch den Vertrag von Gerasco in großen Schwierigkeiten steckt, denn auch wenn Wallenstein nun wieder für ihn kämpft, fürchtet Ferdinand die Truppen des Schwedenkönigs. Richelieu kann nun darangehen, Frankreich aus der Umklammerung durch die Habsburger zu befreien.

### 5. Das Vaterland in Gefahr(La Patrie en Danger)(1630–1638)
Um für die große Auseinandersetzung mit Spanien und Habsburg gerüstet zu sein, hält Richelieu Frankreich so lange wie möglich von allen kriegerischen Unternehmungen fern. Obwohl der König den Kardinal mit allen Ehren überhäuft und ihn sogar zum Herzog ernennt, wächst der Erste Minister wegen seiner brutalen Steuerpolitik allmählich zum bestgehassten Mann seines Zeitalters heran. Dieser Hass wird vom Volk auch auf jene übertragen, die eng mit ihm zusammenarbeiten.
Als Richelieu wieder einmal krank darniederliegt, ahnt er die Gefahr eines Angriffs durch Spanien, dessen Macht er immer schwächer werden sieht – während jene Frankreichs immer mehr zunimmt –, und dem daher die Zeit für einen militärischen Erfolg davonläuft. In dieser Situation stirbt am 1. Dezember 1633 die friedliebende Statthalterin der Spanischen Niederlande, Isabella, und König Philipp IV. in Madrid ernennt lange keinen Nachfolger. Richelieus Ziel ist es, Frankreich zu sichern, indem es – vorzugsweise durch geschickte Verhandlungen – auf die Grenzen des alten Gallien ausgedehnt wird, also die Spanischen Niederlande, Lothringen, die Freigrafschaft Burgund, Savoyen, das Roussillon und die Cerdagne gewinnt.
Mit dem Vormarsch des von Frankreich finanziell unterstützten Schwedenkönigs Gustav II. Adolf in die süddeutschen Lande erreicht währenddessen der Dreißigjährige Krieg seinen Höhepunkt. Um die Schweden aufzuhalten, ruft Kaiser Ferdinand II. seinen besten – und reichsten – Feldherrn, Wallenstein, zurück. Der Generalissimus weiß jedoch, dass ihn weder die Gunst des Augenblicks, noch der Erfolg davor bewahren werden, ein zweites Mal entlassen zu werden, und so pendelt er lange zwischen den Fronten, verhandelt mit dem Feind und zieht sogar den Verrat an Kaiser und Reich in Betracht. Père Joseph sucht Wallenstein in dessen Feldlager auf und versucht ihn zu einem Bündnis mit Frankreich zu bewegen, indem er ihm für die Krone Böhmens die Unterstützung des französischen Königs in Aussicht stellt. Als Gustav Adolf aber gegen Dresden zieht, zögert Wallenstein nicht, für den Kaiser gegen den Schwedenkönig ins Feld zu ziehen, und in der Schlacht bei Lützen wird der „Löwe aus Mitternacht“, wie Gustav Adolf auch genannt wird, getötet. Als Wallenstein daraufhin die Kämpfe beendet, wittert Ferdinand II. Verrat und stellt eine Vollmacht für General Matthias Gallas aus, Wallenstein tot oder lebendig zu fassen. Die Häscher des Kaisers erreichen den Generalissimus in der Zitadelle von Eger und töten ihn. Richelieu sieht das Ende Wallensteins als Warnung für alle Günstlinge und Männer mit außergewöhnlichen Fähigkeiten.
Im Juni 1634 wird der Bruder des Königs von Spanien, der Kardinal-Infant Don Fernando, zum Regenten der Spanischen Niederlande ernannt, womit sich mit einem Schlag die politische Landschaft in Mitteleuropa verändert. Philipp IV. hat seinem Bruder zwar untersagt, gegen Frankreich direkt ins Feld zu ziehen, ihm aber erlaubt, dessen Verbündete anzugreifen. Don Fernando will deshalb seine kastilischen und Brabanter Truppen mit der Armee des Kaisers vereinen und die Schweden ein für alle Mal vernichten. Am 25. August vereinigen sich seine Truppen mit denen des Kaisers unter General von Gallas und bereiten drei Tage später der Armee des Herzogs von Weimar, den Schweden und den Protestanten eine vernichtende Niederlage in der Schlacht bei Nördlingen. Richelieu schlägt seinem König nun vor, den Druck auf Spanien und den Kaiser zu erhöhen, indem er die Schweden gegen Lothringen und ins Elsass marschieren lässt, in Italien Intrigen gegen die Spanier anzettelt und mit den holländischen Rebellen und dem schwedischen Regenten Axel Oxenstierna paktiert, um die Niederlande zwischen den Vereinigten Provinzen und Frankreich aufzuteilen. Als der Kurfürst von Trier, Philipp Christoph von Sötern, der sowohl der Vasall des Kaisers als auch des Königs von Spanien ist, mit Richelieu paktiert (er hatte sich bereits 1632 unter den Schutz Frankreichs gestellt), lässt ihn Don Fernando auf Order seines Bruders festnehmen. Da es dem Ansehen Frankreichs zu sehr schaden würde, die Festnahme eines seiner Schutzbefohlenen ungestraft hinzunehmen, bleibt Richelieu nichts anderes übrig, als den Fehdehandschuh aufzunehmen und das zu tun, was er 15 Jahre lang zu vermeiden gesucht hat: Spanien und dem Kaiser den Krieg zu erklären.
Am 19. Mai 1635 erscheint der Wappenherold von Frankreich, Jean Gratiolet, vor dem Palais des Kardinal-Infanten in Brüssel, um nach alter Tradition die formelle Kriegserklärung Ludwigs XIII. zu überbringen. Da Don Fernando die Deklaration nicht zur Kenntnis nimmt, nagelt sie Gratiolet am Grenzpfeiler zwischen Frankreich und dem Heiligen Römischen Reich fest. Don Fernando ist überzeugt, von den Franzosen als Befreier von ihrem – wie er glaubt – verachteten König und dessen verhassten Ersten Minister empfangen zu werden. Und nach anfänglichen Erfolgen werden die Truppen des Königs von Frankreich auch wirklich auf der ganzen Linie zurückgeworfen. Sie können dem Elan, der Disziplin und der Stärke der spanischen Armee nichts mehr entgegensetzen, die in Richtung Paris marschiert. Während sich die Franzosen in Italien, Lothringen und im Elsass gut halten, ist die Hauptstadt jäh bedroht. Als auch noch die Ratsherren von Corbie dem Kardinal-Infanten die Schlüssel ihrer Stadt übergeben und die Spanier bald darauf vor Compiègne stehen, schlägt Richelieu vor, dass sich Ludwig XIII. südlich der Loire zurückzieht, während Kardinal Lavalette mit den Schweden und Sachsen-Weimar über deren Angriff im Rücken der Spanier verhandeln soll. Der König weigert sich jedoch, Paris zu verlassen und befiehlt die Generalmobilmachung der Bevölkerung. Das Volk reagiert enthusiastisch, schiebt allerdings Richelieu alleinige Schuld am Krieg zu. Dieser sieht sich zu Unrecht als Sündenbock beschuldigt, aber Père Joseph kann ihn dazu motivieren, mit dem Spaten in der Hand in aller Öffentlichkeit Hand anzulegen für die Verteidigung von Paris. Seine Einsatzbereitschaft kommt gut an bei der Bevölkerung, und die Stimmung dreht sich zu seinen Gunsten. Im Staatsrat beschließt der Kardinal nun, dass alle Bürgermeister, die ihre Städte kampflos dem Feind übergeben, zum Tod verurteilt werden sollen, allen Adligen, die nicht in den Krieg ziehen, das Adelsprädikat genommen wird und jeder Soldat, der sich ergibt, Galeerensträfling werden soll. In Kampfgebieten soll dem Feind keine Beute in die Hände fallen, weshalb dort alle Mühlen und Backöfen zerstört werden müssen.
Da Corbie als Nachschubzentrale für Don Fernando fungiert, beschließen Ludwig XIII. und Richelieu, diese Schlüsselstellung zurückzuerobern. Die Taktik der verbrannten Erde und die Belagerung von Corbie machen sich schließlich bezahlt: Don Fernando gibt die Stadt auf, und der Verlust von Corbie ist das Signal für die Armee des Kaisers und seiner spanischen Verbündeten, auf der ganzen Linie den Rückzug anzutreten: In Italien, Lothringen, Flandern und im Burgund. Die Erhebung des Volkes trägt den Sieg über die Invasoren davon, und Richelieus Frankreich hat seine Bewährungsprobe bestanden.
Die Fortsetzung des Krieges findet jenseits der Grenzen statt – vor allem vor der kaiserlichen Festung Breisach, die schon seit Wochen von Bernhard von Sachsen-Weimar, dem Verbündeten Frankreichs, belagert wird, um die kaiserlichen Truppen endgültig von den Spaniern abzuschneiden. Gerade in dieser wichtigen Kriegsphase erkrankt Père Joseph schwer. Anstatt selbst ins Elsass zu reisen, um den Belagerungstruppen mit seinem Rat beizustehen, liegt er bald im Sterben. Im Beisein von Richelieu und Mazarin bringt der Wappenherold Gratiolet die Nachricht von der Eroberung Breisachs am Vortag (17. Dezember 1638) gerade in dem Moment, in dem Père Joseph seinen letzten Atemzug getan hat. Mit dem Tod der „Grauen Eminenz“ verliert Richelieu seinen „treuesten, aufrichtigsten und selbstlosesten Freund und Ratgeber.“

### 6. Die Launen des Schicksals(Les Caprices de la Providence)(1639–1642)
Auch in seinen letzten Lebensjahren verlangt Richelieu übermenschliche Opfer von den Franzosen. Die Bevölkerung stöhnt unter der Steuerlast und kann nur mit Gewalt und harten Maßnahmen niedergehalten werden, weshalb der Erste Minister das ganze Land mit einem dichten Netz von Agenten und Polizeispitzeln überzieht. Während König Ludwig XIII. fürchtet, dass Frankreich in den Abgrund stürzt und auf Verhandlungen mit Spanien setzt, um dem Volk Frieden und Steuererleichterungen zu schenken, will Richelieu – der fühlt, dass seine Kräfte nachlassen und ihm die Zeit davonläuft – weiterkämpfen, um Lothringen zu gewinnen.
Da König Ludwig einsam und unglücklich ist, schlägt Richelieus Nichte Marie Madeleine ihrem Onkel vor, dem Monarchen einen neuen Günstling zu verschaffen. Dieser ist bald gefunden in dem ephebenhaft schönen Henri d’Effiat Marquis des Cinq Mars. Er ist der Sohn eines Marschalls von Frankreich, dank der Protektion des Kardinals schon in jungen Jahren zum Gardekapitän und zum Grand Maître de la Garderobe aufgestiegen, der bestgekleidete Kavalier von Paris und tonangebend in allen Fragen der Mode und des guten Geschmacks. Als sich der König und Cinq Mars nach einiger Zeit schließlich näher kommen, denkt man lange darüber nach, welches Amt und welche Würden der neuen Stellung des unersättlichen Marquis de Cinq Mars angemessen wären. Schließlich kommt Richelieu auf die Idee, ihn zum Oberhofmeister des Königs zu ernennen – eine Stelle, die zu dieser Zeit noch von dem beim König in Ungnade gefallenen und in die tiefste Provinz verbannten Bellegarde besetzt ist. Während es Cinq Mars genießt, im Mittelpunkt einer großen, ihn bewundernden Gesellschaft zu stehen, will ihn Ludwig XIII. aber ganz für sich alleine haben, weshalb Richelieu einen Großteil seiner Zeit damit verbringt, zwischen dem König und seinem Günstling Streit zu schlichten und Versöhnung zu stiften.
Im Lauf des Jahres 1640 hat sich wieder eine starke Opposition gegen den König und seinen Ersten Minister gebildet, an deren Spitze die überragende Gestalt des Comte de Soissons, Graf von Bourbon, steht, der in Frankreich einen legendären Ruf genießt. Im freien Fürstentum Sedan hat er den ganzen rebellischen Adel Frankreichs versammelt. Diese neue Fronde ist entschlossen, die Welt von Richelieu und seinem Anhang zu befreien, und auch Cinq Mars gehört insgeheim zu ihren Verbündeten. In der Schlacht von La Marfée stehen sich die Rebellen-Armee und die Truppen des Königs zum ersten Mal Auge in Auge gegenüber, und Soissons schlägt die Königlichen vernichtend, stirbt aber selbst unter ungeklärten Umständen durch einen Pistolenschuss. Aufgrund einer unvorsichtigen Bemerkung von Cinq Mars schon vor der Schlacht gegenüber Richelieu, in der er dem Kardinal versichert, ihn vor Soissons beschützen zu können, weiß der Erste Minister um den Verrat des königlichen Favoriten. Als sich der Marquis dann noch – in maßloser Selbstüberschätzung seiner Person – Hoffnungen macht, zum Herzog ernannt zu werden und die schöne Prinzessin Maria de Gonzaga, welche die Interessen der spanischen Partei am Hofe verficht, zu heiraten, wird er von Richelieu bitter enttäuscht: Der Erste Minister verbietet eine derartig unstandesgemäße Mesalliance zwischen einem Emporkömmling und einer Prinzessin königlichen Geblüts und zieht sich damit den unversöhnlichen Hass des Marquis de Cinq Mars zu.
Im Frühjahr 1641 verlässt der König Saint Germain und begibt sich wieder an die Front – diesmal an die spanische Grenze ins Roussillon, wo die französischen Truppen schon seit einem Jahr mit wechselndem Erfolg operieren. Nach sechs Monaten ist Katalonien diesseits der Pyrenäen und das Roussillon – vorerst noch ohne Perpignan – erobert. Cinq Mars, der den König begleitet, intrigiert zwar beim König erfolglos gegen Richelieu, erhält aber von Ludwig den Auftrag, an den spanischen Hof zu schreiben, um sich über die Friedensverhandlungen Richelieus mit Madrid ein Bild zu machen. Auf dem Weg ins königliche Feldlager erfährt Richelieu von einer Verschwörung der Clique um Cinq Mars, Gaston d’Orleans (den Bruder des Königs) und Königin Annas mit dem spanischen Hof, um den Ersten Minister zu stürzen. Als Richelieu im Feldlager des Königs eintrifft, soll er von den Verrätern im Zelt des Königs erdolcht werden. Aber der Kardinal ist gewarnt, betritt das Zelt Ludwigs XIII. nur in bewaffneter Begleitung und überbringt ihm die Nachricht vom katalanischen Aufstand in Barcelona gegen die Spanier und die Wahl Ludwigs zum Grafen von Barcelona.
Um dem König einen Beweis für die Verschwörung liefern zu können, benutzt Richelieu die Kinder der Königin Anna – den vierjährigen Dauphin Ludwig und den zweijährigen Herzog von Anjou –, um diese unter Druck zu setzen. Als dem König die unwiderlegbaren Beweise für die Verschwörung um Cinq Mars, seinen Bruder und seine Gemahlin vorliegen, muss er – zutiefst betrübt und verletzt – die Verhaftung seines in Lyon weilenden Günstlings anordnen, befiehlt aber insgeheim dem Kommandierenden der Musketiere, Treville, ein Stadttor offenzulassen, um dem gestürzten Favoriten die Flucht zu ermöglichen. Da der von Cinq Mars in Lyon losgeschickte Diener aber das Tor nicht findet, legt sich der Favorit schlafen und entgeht dadurch seiner Verhaftung nicht – zur schmerzvollen Enttäuschung Ludwigs XIII. Wie immer siegt aber der König über den Menschen Ludwig: Am 12. September 1642 werden Cinq Mars und seine Freunde in Lyon vor Gericht gestellt, und noch am selben Tag sprechen die Richter das Todesurteil, das nur fünf Stunden später vollstreckt wird.
Nach dem Tod von Kardinal de Lavalette in Rivoli (1639) und dem der Königinmutter Maria de’ Medici im Exil in Köln (Juli 1642) sind auch die letzten einstigen Weggefährten Richelieus entschwunden. Gemeinsam mit dem ein Jahr zuvor zum Kardinal ernannten Mazarin und mit seiner Nichte Marie Madeleine arbeitet der bereits schwer kranke Erste Minister bis zur völligen Erschöpfung weiter. Als der bereits bettlägerige Kardinal Besuch vom König und der Königin erhält, vermacht er dem Monarchen sein Kardinalspalais, das ab nun als Palais Royal bekannt sein wird, außerdem einen diamantbesetzten Messkelch und einen silbernen Schrank, und der Königin acht Wandteppiche. Er vertraut seine Familienmitglieder dem Schutz des Königs an, bevor er von ihm Abschied nimmt in dem Trost, Frankreich auf der Höhe seines Ruhms zu verlassen. Als Mazarin kurz darauf Königin Anna berichtet, dass Richelieu – in dem Bewusstsein, dass auch der König nicht mehr lange leben wird – ihr sein Erbe anvertraut und ihn selbst gebeten hat, der künftigen Regentin zur Seite zu stehen, kann er festhalten, dass Frankreich durch die neugewonnenen Provinzen Artois, Cerdagne, Roussilon und Elsass so gut geschützt ist wie nie zuvor und dazu noch die Französischen Antillen, Kanada, Senegal und Madagaskar beherrscht.
Auf seinem Sterbebett bezeugt Richelieu seiner Nichte, nie andere Feinde gehabt zu haben als solche des Staats, und dass er sie von allen Menschen am meisten geliebt und geachtet habe. Danach schickt er sie hinaus, denn sie soll ihn nicht sterben sehen. Mit den Worten „in manus tuas, domine“ („in Deine Hände, Herr“), stirbt Kardinal Richelieu am 4. Dezember 1642.

## Rezeption
„Die sechsteilige Miniserie "Richelieu"' über den französischen Kardinal (1585–1642) war bei ihrer Erstsendung äußerst erfolgreich und stellte sogar Historiker ob ihrer Realitätstreue mehr als zufrieden. Regisseur Decourt zeichnet ein ungeschöntes Bild des Staatsmannes mit all seinen Zwiespälten, guten und schlechten Eigenschaften. Die herausragende Darstellung Pierre Verniers zeichnet Richelieu als leicht neurotischen Intelligenzschurken. Kein übliches Mantel- und Degenabenteuer, sondern niveauvolle historische Unterhaltung, deren Qualität dank 25 Hauptdarstellern, über 900 Nebenrollen und Außendrehs an Originalschauplätzen gesichert ist. Hinzu kommen ein erstklassiger Soundtrack von Starkomponist Vladimir Cosma und nette Gastauftritte von beliebten deutschen Schauspielern wie Maria Wimmer, Hans Caninenberg, Alexander Kerst, Werner Kreindl oder Jan Hendriks.“

## DVD-Edition
Am 7. Oktober 2011 wurde eine deutschsprachige Edition der Serie auf 3 DVDs veröffentlicht.